# Csáfordjánosfa
Csáfordjánosfa község Győr-Moson-Sopron vármegyében, a Soproni járásban.

## Fekvése
Győr-Moson-Sopron vármegye Vas vármegyével határos délnyugati területén, a Répce mellett terül el. A nyugat-magyarországi peremvidék nagytáj része. Éghajlata kiválóan alkalmas növénytermesztésre. A Répce mellett nagy kiterjedésű rét található, amelynek termése az állattartás alapjául szolgál. A szántóföldeken búza, kukorica, árpa, zab, napraforgó, cukorrépa, burgonya jó minőségben és nagy mennyiségben termeszthető. A településnek két természetvédelmi területe van, az egyik a Répceszemere felé vezető út mellett elhelyezkedő magyar kőrisfák, életkoruk 140 év körüli, a másik ilyen terület a tőzikés erdő. A virágok kora tavasszal gyönyörű látványt nyújtanak az ide ellátogatóknak.
Csáfordjánosfa Répcejánosfa és Répcecsáford községek 1939. évi összevonásával jött létre.
Szomszédai: északkelet felől Répceszemere, délkelet felől Vámoscsalád, délnyugat felől Nagygeresd, nyugat felől Csér, északnyugat felől pedig Iván.

### Megközelítése
A településen annak főutcájaként végighúzódik északkelet-délnyugati irányban a 8614-es út, ezen érhető el Répceszemere vagy Nagygeresd érintésével; Ivánnal a 8617-es út köti össze. Répcejánosfa településrész délnyugati részén indul a 8614-es útból a 86 101-es számú mellékút, ez a zsáktelepülésnek tekinthető, csak innen elérhető Csér központjába vezet.
Az ország távolabbi részei felől leginkább a 86-os vagy 84-es főutak valamelyikén közelíthető meg; a 86-osról Répcelaknál vagy Vasegerszegnél, a 84-esről pedig Tompaládonynál célszerű letérni.

## Története és mai élete
Csáford határában Bella Lajos régész 1899-ben római kori település nyomait tárta fel. Répcecsáford először 1382-ben „Chapford” néven fordul elő oklevélben. Jánosfát 1414-ben említi először oklevél: Niczki Benedek fia, László, a csornai konvent előtt eltiltja Csáfordi Antalt és Völcsei Istvánt a Jánosfalva nevű birtok elfoglalásától.
Római katolikus kis kápolna már a középkorban volt a faluban, de a törökök felgyújtották. 1713-as leírásból tudjuk, hogy a törökök által felgyújtott jánosfai kis kápolna még mindig romosan állt. Az 1780-as években Csáfordon 14 házban 109-en éltek. A földesúr Perényi József báró. Jánosfa ekkor több nemes földesurasága alatt álló közbirtokosság, melynek 290 fős lakossága 38 házban élt. 1796-1899 között a lakosság katolikus és evangélikus felekezetű volt. A falu határát két nyomásban művelték, búzát, rozsot, árpát, kukoricát termeltek. Rétje volt elegendő.

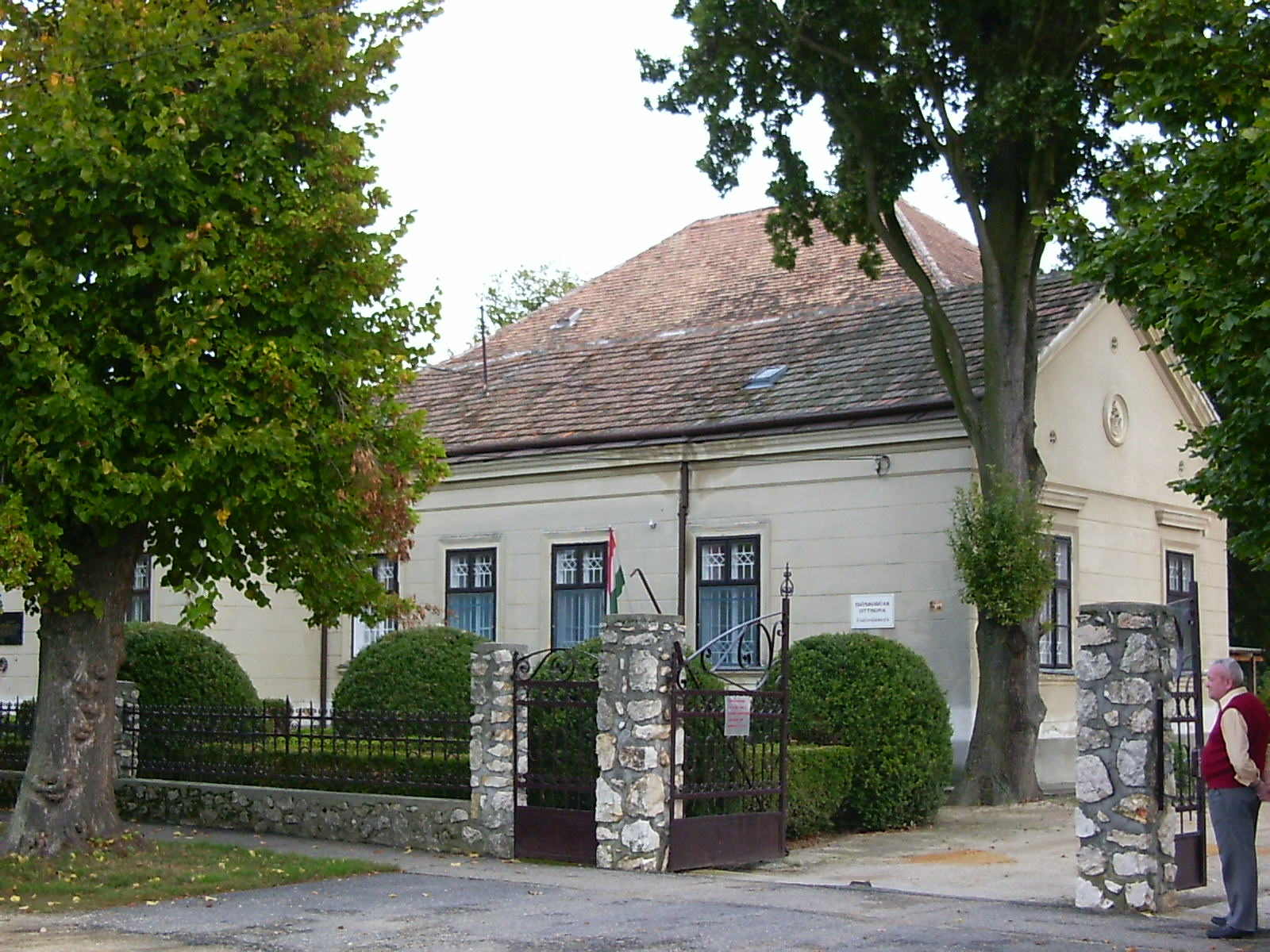
Az Idősek otthona (Simon kúria)

1851-ben Fényes Elek írta: „a Soprontól 5,5 mértföldnyire fekvő Csáfordon 150 katolikus, 20 evangélikus, 5 zsidó felekezetű lakik. Határa 312,5 hold. Ebből 197,5 hold szántó, 156 hold rét, 4 hold legelő. A belső telkek nagysága 40 hold. Földje termékeny, fekete anyag. A község földesura Perényi László báró volt. Jánosfán ekkor 220 katolikus, 100 evangélikus lakott. A statisztikus itt 500 hold belső telket, 620 hold szántót, 213 hold rétet, 59 hold legelőt jegyzett fel. Jellemzőnek a lucerna, lóhere, bükköny termesztését tartotta.
Az első és második világháború hősi halottjainak névsorát fekete márványtáblába vésve a római katolikus templom homlokzatán örökítették meg.
A község legismertebb személyisége Simon Elemér, Sopron vármegye főispánja, a Nemzetközi Vöröskereszt elnöke volt. Az ő tulajdonát képezte a csáfordi kastély parkkal, amely ma szociális otthon, valamint a védett erdő. Emlékét a Szociális Otthon homlokzatán elhelyezett márványtábla őrzi.
A faluban a római katolikus vallásúak vannak többségben. A község az iváni plébánia filiája. A lakosság kisebb része evangélikus vallású, ők Nagygeresdre vagy Csérre járnak istentiszteletre.
A településre jellemző a külföldi, főleg osztrák állampolgárok beköltözése, ők a megüresedett parasztházakat vásárolják meg és ideiglenesen bejelentkeznek.
A település fő megélhetési forrása a mezőgazdaság, de sokan ingáznak Répcelakra is. Orvosi, állatorvosi, védőnői ellátás és gyógyszertár a szomszédos Iván községben, a posta Répceszemerén található. A településen jelenleg óvoda és iskola nem működik, az óvodásokat Répceszemerére, az iskolásokat Ivánba viszik autóbusszal. A képviselőtestület az elmúlt években a községi kultúrházat felújíttatta.
Csáfordjánosfa külterületén, a Répce folyó partján, a jánosfai malomnál rendezi 1993-tól évente a Forráshely alapítvány a Magyar Gyermekek Világtalálkozóját. A Világtalálkozó egész nyáron át tartó, öt egymást követő csoportban történő táborozás. Résztvevői a Kárpát-medence minden tájáról érkező gyermekek. A művészeti gyermekcsoportok rendszeresen szerepelnek a település faluházában, és fellépéseikkel a falunap programját is gazdagítják.

## Közélete

### Polgármesterei
- 1990–1994: Pusztai József (független)[4]
- 1994–1998: Titkovits Pál (független)[5]
- 1998–2002: Titkovits Pál (független)[6]
- 2002–2006: Titkovits Pál (független)[7]
- 2006–2010: Titkovics Pál (független)[8]
- 2010–2014: Titkovics Pál (független)[9]
- 2014–2019: Németh Albert Viktor (független)[10]
- 2019–2024: Németh Albert Viktor (független)[11]
- 2024– : Németh Albert Viktor (független)[1]

## Népesség
A település népességének változása:
| Lakosok száma | 203  | 196  | 199  | 251  | 232  | 229  | 231  |
|               | 2013 | 2014 | 2015 | 2021 | 2022 | 2023 | 2024 |

A 2011-es népszámlálás során a lakosok 89,5%-a magyarnak, 5,5% németnek mondta magát (10% nem nyilatkozott; a kettős identitások miatt a végösszeg nagyobb lehet 100%-nál). A vallási megoszlás a következő volt: római katolikus 69%, református 1%, evangélikus 12,5%, görögkatolikus 0,5%, felekezeten kívüli 2% (14,5% nem nyilatkozott).
2022-ben a lakosság 92,7%-a vallotta magát magyarnak, 1,7% németnek, 0,4% szerbnek, 0,4% szlováknak, 1,7% egyéb, nem hazai nemzetiségűnek (5,6% nem nyilatkozott; a kettős identitások miatt a végösszeg nagyobb lehet 100%-nál). Vallásuk szerint 47% volt római katolikus, 7,3% evangélikus, 1,3% református, 0,4% görög katolikus, 0,9% egyéb keresztény, 2,6% felekezeten kívüli (40,5% nem válaszolt).

## Nevezetességei

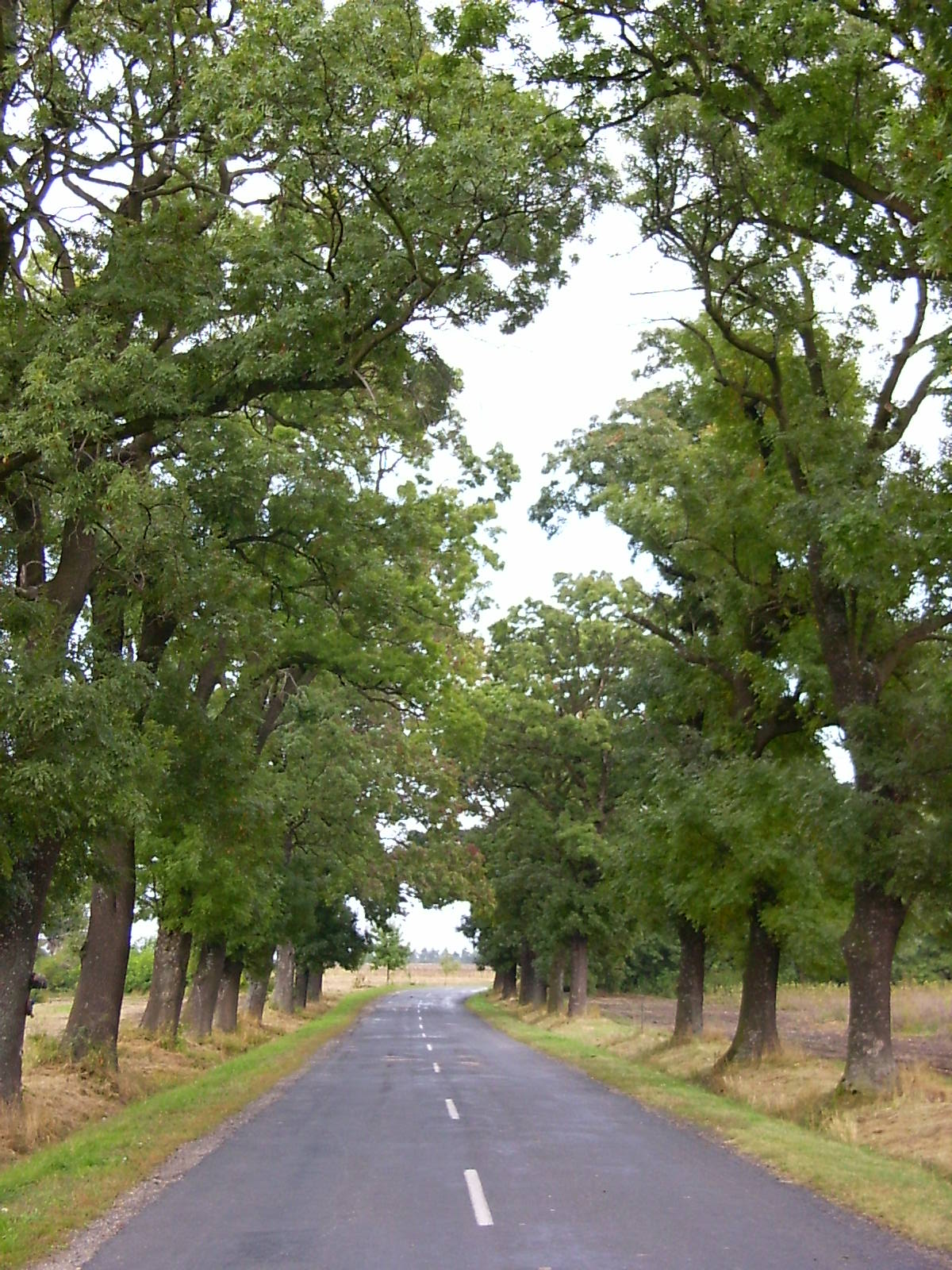
A védett kőrisfasor a 8614-es út mentén

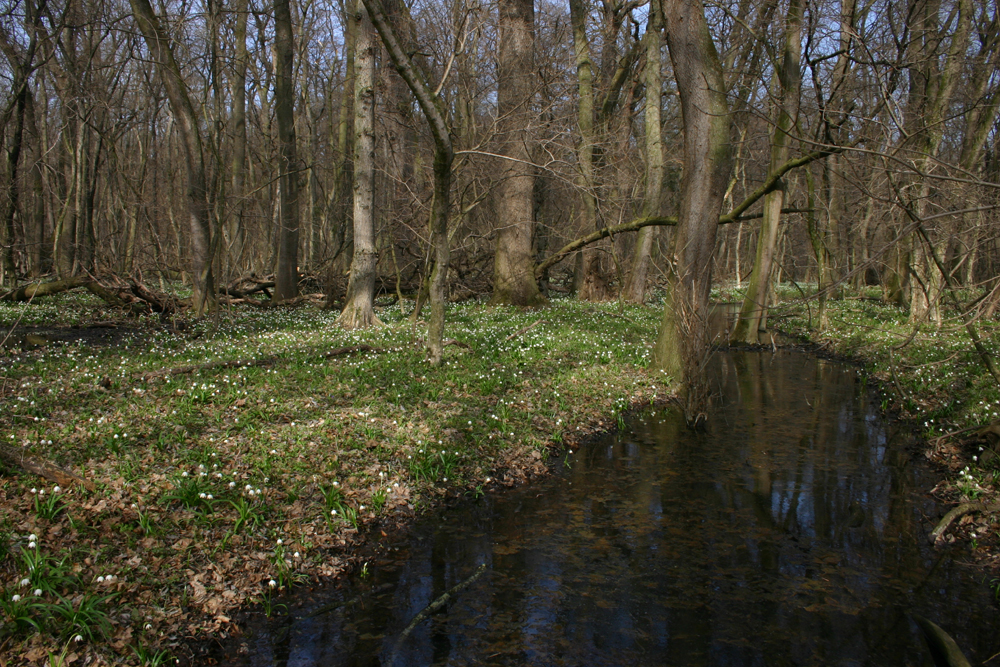
A védett tőzikés erdő

- A tőzikés kocsányostölgy-erdő, illetve a védett kőrisfasor a községbe vezető 8614-es út mentén.
- Az idősek otthonának helyet adó egykori Simon kúria (jelenleg nem látogatható).
- Az akkor a településhez tartozó vámoscsaládi malomban született Guzmics Izidor (1786–1839) bencés szerzetes, bakonybéli apát, közíró, teológus, az MTA tagja.